# Alcelaphus buselaphus cokii
L'alcelafo di Coke (Alcelaphus buselaphus cokii Günther, 1884) è una sottospecie di alcelafo originaria di Kenya e Tanzania. Deve il nome a un certo colonnello Coke che ne abbatté un esemplare nei pressi di Usagara, in Tanzania, nel 1880. L'animale in questione fu il primo esemplare completo ad aver raggiunto l'Europa, a partire dal quale Albert Günther descrisse la sottospecie. La sottospecie è nota anche con il nome swahili di kongoni, ma molti locali usano questo nome per indicare anche altre grandi antilopi.

## Descrizione
L'alcelafo di Coke è un alcelafo di medie dimensioni: misura 145–175 cm di lunghezza ed è alto al garrese circa 120 cm; pesa circa 145 kg. Il muso, straordinariamente stretto e allungato, è di color bruno e nella parte superiore ha una prominenza o peduncolo osseo, coperta di pelo, dalla quale si staccano le corna, relativamente corte e con anelli ben marcati. Gli occhi hanno aspetto vagamente simile a quelli delle capre e le orecchie sono strette, appuntite e abbastanza lunghe. Nel profilo del dorso spicca la groppa cadente, molto più bassa del garrese. Il mantello bruno-rossastro si va schiarendo nelle parti inferiori, essendo caratterizzato nelle zampe, specialmente le posteriori, da una macchia quasi bianca che copre anche parte della groppa. Gli arti sono sottili e la coda, corta, termina con un ciuffo di pelo scuro.
Le corna, negli esemplari giovani, partono verticali, ma subito s'incurvano verso l'esterno e quindi verso l'alto e all'indietro, assumendo forma di parentesi. Le punte sono rivolte all'indietro.

## Distribuzione e habitat
L'alcelafo di Coke è presente esclusivamente nel Kenya meridionale e nella Tanzania nord-orientale. Vive in savane di erba corta, di caratteristiche meno steppiche di quelle popolate dalle altre sottospecie settentrionali di alcelafo, ma comunque prive delle densità arboree della savana miombo, dove si trova l'alcelafo di Liechtenstein, e lontane dalla ricchezza del veld sudafricano, dove vive l'alcelafo rosso.

## Biologia

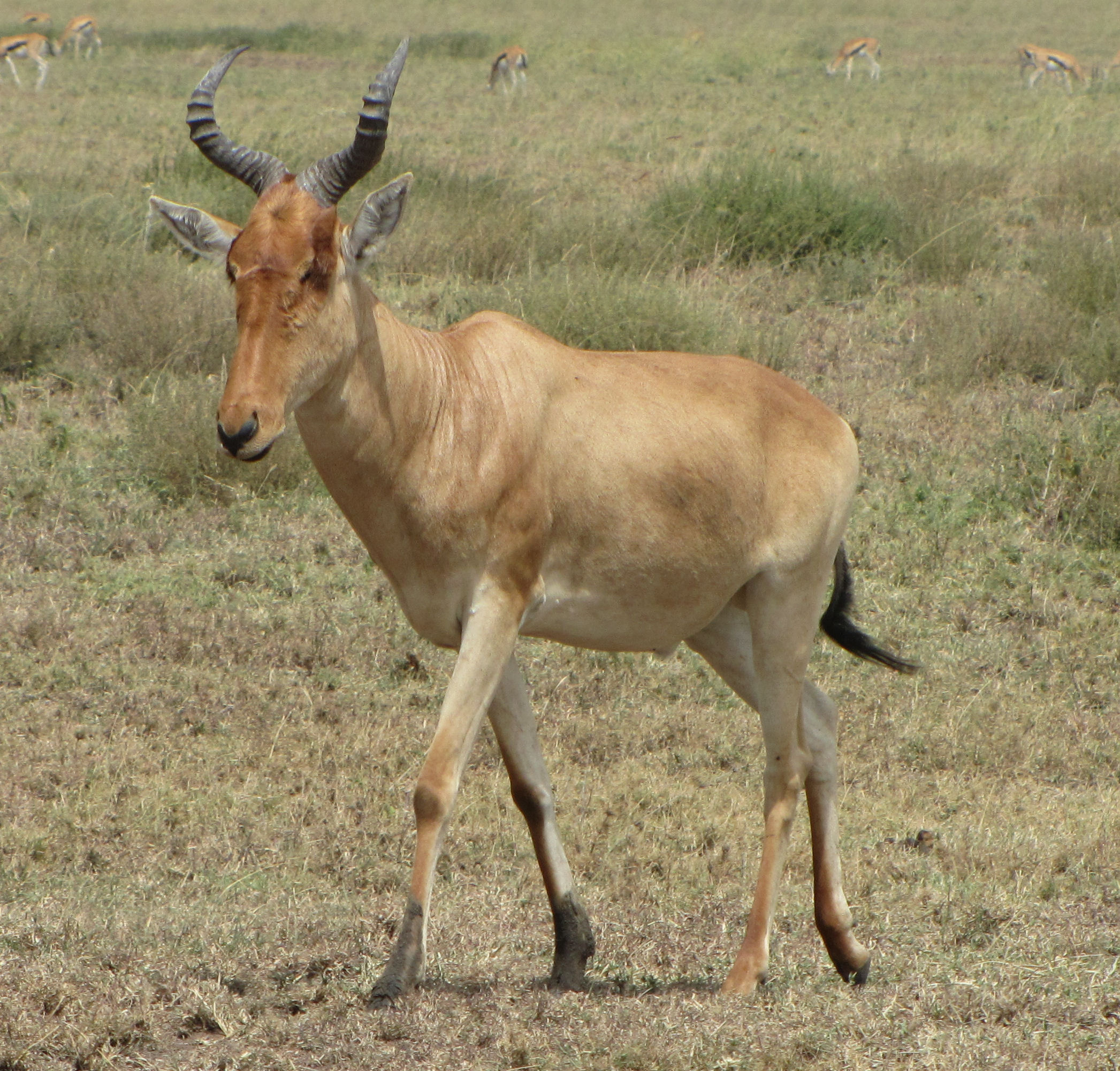
Esemplare nel Serengeti, in Tanzania.

Diversamente da altre sottospecie, gli alcelafi di Coke, in particolare quelli che popolano il Serengeti, formano una popolazione molto prospera, e per questo motivo sono quelli che sono stati maggiormente oggetto di studio da parte dei ricercatori.
Nelle pianure di erba alta, in quelle di erba corta e anche nelle zone di vegetazione più fitta del nord del Serengeti, presso il fiume Mara, vivono molti branchi di alcelafi, ciascuno con un numero di capi oscillante fra dieci e cento. Il loro comportamento mette subito in evidenza che i gruppi non sono così coerenti e compatti come quelli degli gnu e delle zebre. L'apparente mobilità dei componenti dei branchi non deve però trarre in inganno, infatti anche qui possiamo osservare gli abituali nuclei formati dai piccoli, dalle femmine adulte con i lattanti e dai giovani non emancipati, e i gruppetti di scapoli. I maschi territoriali ingaggiano a volte combattimenti altrettanto clamorosi quanto quelli che scoppiano fra gli gnu. Le curiose corna di queste antilopi dalle lunghe zampe, che hanno forma di lira aperta e leggermente curvata all'indietro, sono un'arma pericolosa che produce ferite anche profonde nel collo dei duellanti. Uno dei comportamenti di combattimento preferito dagli alcelafi consiste nell'appoggiare il collo sul collo dell'avversario, allo scopo di farlo cadere per il peso. Risultato frequente di questa azione è che ambedue gli avversari crollano a terra; allora si rivoltano e cozzano in ginocchio.
I piccoli alcelafi vengono al mondo in qualunque epoca dell'anno, con un massimo di nascite all'inizio della stagione delle piogge. I nuovi nati, di un delicato color nocciola, dopo poche settimane si riuniscono generalmente in chiassosi gruppi giovanili che seguono da vicino le madri.
Durante la stagione umida, i kongoni invadono le mbugas o pianure d'erba corta del Serengeti, dove si mescolano alle zebre, agli gnu e agli struzzi. La fuga dalle savane di erba alta, che in quest'epoca è molto fitta, sembra essere dovuta al timore dei leoni, poco visibili nel folto dell'erba. Fra le zebre e gli gnu gli alcelafi spiccano per il mantello color sabbia, ben visibile sul pascolo verde, specie quando voltano la groppa e mostrano l'ampia macchia biancastra che la ricopre.
Nonostante gli spostamenti stagionali osservati nel Serengeti, e altri analoghi rilevati nel parco nazionale di Nairobi (dove nella stagione asciutta sono stati contati dieci alcelafi ogni chilometro quadrato, mentre in gennaio per la loro migrazione verso le pianure di Kapiti ve n'erano soltanto sei), i kongoni non possono essere definiti animali nomadi; in realtà i loro movimenti si riducono ad alterni concentramenti e dispersioni dei branchi.